# Synnervskorsning

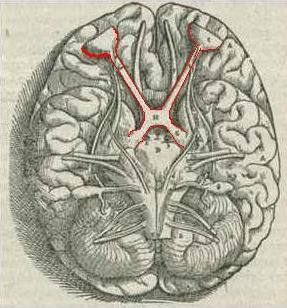
Den χ-formade strukturen markerad i rött utgör synnerven, synnervskorsningen, och synbanan. Synnervskorsningen syns centralt, markerad med II. Teckning ur De humani corporis fabrica libri septem (1543)

Synnervskorsning eller chiasma (av grekiskans χίασμα, "korsning", av χιάζειν, "markera med ett X", av den grekiska bokstaven χ, chi), chiasma opticum, är en för synen viktig korsning vid diencephalons bas där synnerverna korsas. 
I synnervskorsningen överkorsar ungefär 60% av axonen i var synnerv kroppens mittlinje. Resultatet av denna överkorsning blir att höger synfält (det vill säga det som observeras till höger om mittlinjen, oavsett vilket öga som observerar det) behandlas av vänster hjärnhalva samt att vänster synfält behandlas av höger hjärnhalva. 
Axonen fortsätter efter synnervskorsningen, längs synbanan (tractus opticus), till thalamus yttre knäkroppar (corpus geniculatum laterale).
Man kan utnyttja kunskap synnervskorsningen diagnostiskt. Presenterar en patient med synbortfall i ena ögat bör man misstänka en lesion i näthinnan eller synnerven på samma sida. Presenterar patienten däremot med synbortfall i ena synfältet bör man misstänka en lesion i synbanan på motsatt sida. 